# Lycaena gronieri
Lycaena gronieri är en fjärilsart som beskrevs av Georges Bernardi 1963. Lycaena gronieri ingår i släktet Lycaena och familjen juvelvingar. Inga underarter finns listade i Catalogue of Life.